# Kryspin Pyrgies
Pour les articles homonymes, voir Pyrgies.
Kryspin Pyrgies (né le 4 janvier 1985) est un coureur cycliste polonais, spécialiste du VTT.

## Biographie
Le plus grand succès de la carrière de Kryspin Pyrgies est obtenu en 2003, lorsque l'équipe nationale polonaise composée de Marcin Karczyński, Piotr Formicki, Anna Szafraniec et Kryspin Pyrgies remporte la médaille d'or du relais mixte aux mondiaux de VTT à Lugano. En 2003, dans la même compétition, il remporte également une médaille d'argent aux championnats d'Europe. Lors des championnats du monde organisés aux Gets un an plus tard, avec Karczyński, Paweł Szpila et Maja Włoszczowska, il remporte une médaille de bronze dans la même compétition. Ce résultat est répété par les Polonais avec Pyrgies aux mondiaux de Rotorua en 2006. Il est également double médaillé d'argent aux  championnats de Pologne de VTT en 2006.

## Palmarès en VTT

### Championnats du monde
- Lugano 2003
  -  Champion du monde du relais mixte
- Les Gets 2004
  -  Médaillé de bronze du relais mixte
- Rotorua 2006
  -  Médaillé de bronze du relais mixte

### Championnats d'Europe
- Graz 2003
  -  Médaillé d'argent du relais mixte

### Championnats de Pologne
- 2006
  - 2e du cross-country
  - 2e du cross-country marathon